# Prime Cuts (Jordan Rudess)
Prime Cuts è un album discografico di raccolta del tastierista statunitense Jordan Rudess, pubblicato nel 2006.

## Tracce
1. Universal Mind - 7:50 (Liquid Tension Experiment)
2. Tear Before the Rain - 6:33 (previously unreleased mix)
3. Revolutionary Etude - 2:37 (Frédéric Chopin)
4. Osmosis - 4:21 (Vapourspace Remix of Liquid Tension Experiment)
5. Faceless Pastiche - 4:27 (Rod Morgenstein & Jordan Rudess)
6. Outcast - 4:22
7. Liquid Dreams - 10:48 (Liquid Tension Experiment)
8. Hoedown - 3:46 (Various Artists ELP Tribute)
9. Beyond Tomorrow - 9:54 (previously unreleased mix)
10. Feed the Wheel - 7:14 (Jordan Rudess)